# Timburi (ort)
Timburi är en ort i Brasilien.   Den ligger i kommunen Timburi och delstaten São Paulo, i den södra delen av landet, 800 km söder om huvudstaden Brasília. Timburi ligger 772 meter över havet och antalet invånare är 2 646.
Terrängen runt Timburi är kuperad åt nordväst, men åt sydost är den platt. Timburi ligger uppe på en höjd. Närmaste större samhälle är Ipauçu, 16,6 km norr om Timburi.
Omgivningarna runt Timburi är en mosaik av jordbruksmark och naturlig växtlighet. Runt Timburi är det ganska glesbefolkat, med 36 invånare per kvadratkilometer.